# Asterococcus scleroglutaeus
Asterococcus scleroglutaeus är en insektsart som beskrevs av Xue och Shi 1992. Asterococcus scleroglutaeus ingår i släktet Asterococcus och familjen Cerococcidae. Inga underarter finns listade i Catalogue of Life.